# Плетеницький Микола Степанович
Мико́ла Степа́нович Плетени́цький (нар. 25 жовтня 1985, Калуш, Івано-Франківська область, СРСР) — український футболіст, воротар франківського «Тепловика».

## Життєпис

### Ранні роки
Микола Степанович Плетеницький народився 25 жовтня 1985 року в місті Калуші Івано-Франківської області. Вперше почав займатися футболом у 9-річному віці в обласному центрі, коли до футбольної секції його привів батько. Першим тренером майбутнього футболіста був Віктор Степанович Поптанич. З 7-го по 10-ий класи навчався у спеціалізованому футбольному класі. У дитячому футболі розпочинав з позиції лівого півзахисника, або ж захисника. Проте тодішній однокласник М.Плетеницького, воротар Ярослав Годзюр, травмувався і саме М.Плетеницький поїхав на турнір з футзалу «Граємо за Україну разом» як воротар. Його команда посіла там третє місце, а сам Микола Плетеницький отримав звання «Найкращого воротаря» цього турніру. Завдяки такому випадку майбутній футболіст і перейшов на позицію воротаря

### Клубна кар'єра
У 2004 році Микола Плетеницький уклав свій перший професіональний контракт з клубом «Спартак-2» (Калуш), який у той час виступав у Другій лізі. Але в ньому він практично не грав, тому транзитом через «Тепловик» (Івано-Франківськ) опинився в аматорських «Карпатах» (Яремче), за які виступав у 2007—10 роках, а також у 2012 році. Саме у складі цього клубу Плетеницький тричі ставав чемпіоном області та володарем кубка області, а також переможцем аматорського Кубка України. У 2011 році підписав контракт з «Енергетиком», але в день підписання контракту отримав важку травму коліна і через два місяці після операції клуб розірвав контракт з гравцем.
Відновившись від ушкодження, Плетеницький перейшов до івано-франківського «Прикарпаття», де футболіст виступав під керівництвом Романа Толочка. Після того, як «Прикарпаття» припинило існування, знову повернувся у 2012 році до яремчанських «Карпат», а звідти у 2012 році гравець потрапив у футбольний клуб «Тернопіль». Дебютував Микола Плетеницький у футболці муніципалів у лютому 2013 року на «Арені Львів» у товариському матчі проти львівських «Карпат». У «Тернополі» Плетеницький був основним воротарем і, саме як гравець ФК «Тернопіль», поїхав на Всесвітню Універсіаду в Казань, але туди гравець потрапив не як основний воротар, хоча брав участь у всіх товариських матчах напередодні Універсіади. 10 вересня 2014 року Микола Плетеницький на доданих хвилинах матчу проти «Ниви» врятував «Тернопіль» від поразки фантастичним голом після подачі кутового.
З квітня по червень 2015 року захищав кольори аматорського ФК «Калуш». Під час зимової перерви сезону 2015/16 років приєднався до «Інгульця».
У липні 2016 року став гравцем франківського «Тепловика».

## Досягнення
- Аматорський Кубок України
  -  Володар (1): 2009
- Чемпіонат Івано-Франківської області
  -  Чемпіон (3): 2007, 2008, 2009
- Кубок Івано-Франківської області
  -  Володар (3): 2007, 2008, 2009